# Laroquebrou
 Laroquebrou  es una población y comuna francesa, situada en la región de Auvernia-Ródano-Alpes, departamento de Cantal, en el distrito de Aurillac. Es el chef-lieu y mayor población del cantón de Laroquebrou.

## Demografía
| 1237 | 1193 | 1014 | 1023 | 1048 | 1080 |
| Para los censos de 1962 a 1999 la población legal corresponde a la población sin duplicidades (Fuente: INSEE [Consultar]) |      |      |      |      |      |